# Williston (Noord-Kaap)
Williston is een dorp gelegen in de gemeente Karoo Hoogland in de Zuid-Afrikaanse provincie Noord-Kaap. Het ligt 103 km noordoostelijk van Calvinia en 140 km ten zuidwesten van Carnarvon. De plaatselijke economie steunt vooral op de schapenteelt.

## Geschiedenis
Johan Abraham Nel, een burger van Stellenbosch, heeft hier gerust op 10 juli 1768, tijdens de geboorte van zijn zoon, bij een fontein (bron) in de buurt van de Sakrivier. Ter ere van de geboorte heeft hij een amandelboompje geplant. Deze is later uitgegroeid tot een reusachtige boom. Het was een soort oase in het verder boomloze gebied van die Karoobergen.
In 1845 heeft de Zwitser Johann Heinrich Lutz van het Duits-Lutherse Rijnlands Zendingsgenootschap hier een zendelingennederzetting gesticht en deze "Amandelboom" genoemd. Het plaatsje is in 1881 erkend als gemeente. De naam van het dorp is later, in 1919, gewijzigd in "Williston" ter ere van de Britse Koloniale-sekretaris van de Kaapprovincie in 1883: Kolonel Hampden Willis.

## Bezienswaardigheden
Williston staat bekend om zijn "Grafsteenroete", een huldeblijk aan de plaatslijke grafsteenmakers. Zij hebben van hun ambacht een soort volkskunst gemaakt. De grafstenen worden gemaakt van het plaatselijke zandsteen.

## Geboren
- Christoffel Hermanus Kühn, schrijver en beter bekend als Mikro.